# Список генеральних консулів КНР в Ізмірі
Нижче наведений список генеральних консулів Китайської Народної Республіки в Ізмірі, Туреччина.

## Список

### 2014-2019
23 січня 2014 року між урядами Китайської Народної Республіки та Туреччини було досягнуто домовленості про відкриття Генерального консульства в Ізмірі. 28 вересня 2015 року Генеральне консульство в Ізмірі було офіційно відкрито. 8 лютого 2019 року — тимчасово закрито.
| Генеральний консул | Дата призначення | Дата звільнення |
| ------------------ | ---------------- | --------------- |
| Cу Ґаочао          | Квітень 2014     | Квітень 2016    |
| Лю Цзенсянь        | Травень 2016     | Лютий 2019      |